# Jōsei Toda
Jōsei Toda  (戸田 城聖?, Toda Jōsei), nato Jin'ichi Toda (戸田 甚一?, Toda Jin'ichi) (Kaga, 11 febbraio 1900 – Tokyo, 2 aprile 1958) è stato un educatore, editore e attivista giapponese, principalmente ricordato per essere stato il secondo presidente della Soka Gakkai.

## Primi anni
Nato a Kaga, passa l'infanzia a Atsuta, in quella che oggi è la sottoprefettura di Ishikari, dove la sua famiglia si trasferisce quando raggiunge l'età di due anni. Fin da piccolo si dimostra un vorace lettore, imparando in tenera età a leggere dal cinese classico grazie a suo fratello maggiore Sotokichi, che scomparirà prematuramente nel 1908. Qui ad Atsuta studia e nel marzo 1914 conclude la sua carriera scolastica con il massimo dei voti. Per una breve parentesi, la condizione economica della famiglia lo porta a concentrarsi completamente sul lavoro in un centro commerciale a Sapporo, Hokkaidō, e solo nel 1917, in visita alla tomba di Sotokichi decide di far sua l'aspirazione del defunto fratello e diventare un insegnante, ragion per cui riprenderà a studiare fino ad ottenere una licenza per esercitare la professione ed abbandonare il suo vecchio lavoro. Per evidenziare l'inizio di questa nuova fase della sua vita, cambia il nome in Jōgai.

## L'incontro con Makiguchi
Ma è agli inizi del 1920 che avviene, durante una visita a Tokyo, l'incontro con Tsunesaburō Makiguchi, anche lui insegnante e all'epoca preside di una scuola elementare, incontro che si rivelerà il più importante della sua vita. Introdotti da un conoscente in comune, durante questo primo incontro discutono a lungo sulla pedagogia e sarà proprio Makiguchi ad aiutare Toda, di lì a poco, a trasferirsi da Yūbari, dove all'epoca insegnava, a Tokyo nella sua stessa scuola. Il sodalizio tra i due, durerà nei 23 anni a seguire, fino a quando entrambi furono incarcerati.
Nel 1923, Toda decide di interrompere la sua carriera di maestro elementare, per aprire una scuola privata, la Jishu Gakkan, ma questo non sarà un bel periodo perché nel giro di pochi anni scompariranno prima sua figlia, Yasuyo, e poi sua moglie, Tsuta Urata, sposata nel 1922, entrambe per tubercolosi, che lui stesso contrae.
Nel 1928, anno in cui Toda entra alla facoltà di economia, Makiguchi scopre numerose affinità tra la sua concezione filosofica e il buddismo di Nichiren Daishonin, decide di abbracciarne la fede e, in poco tempo, anche Toda decide di iniziare a praticare. 
Nel 1930 sarà proprio Toda a definire il pensiero pedagogico preso forma e sviluppato nel corso degli anni dal suo mentore, Makiguchi, Teoria della creazione di valore (Soka).

### La Soka Kyoiku Gakkai e la prigionia
Così i due nel 1930 fondano la Soka Kyoiku Gakkai (società educativa per la creazione di valore), antesignana dell'attuale Soka Gakkai, di cui Makiguchi diviene il presidente. All’inizio, le attività della Soka Kyoiku Gakkai erano essenzialmente riunioni informali di educatori che erano interessati e rispondenti alle idee educative di Makiguchi. 
Mentre il gruppo professava la fede nel buddismo di Nichiren come base per le proprie teorie educative, essa era fondata sui concetti ideologici chiave della ricerca, condotta da Makiguchi per tutta la vita, intitolata la “Filosofia del Valore” (Kachi Ron). Quindi, pur essendo nata come un piccolo gruppo di educatori, la Soka Kyoiku Gakkai si sviluppò gradualmente fino a diventare un gruppo numeroso e connotato dal punto di vista religioso. Alla fine, l’integrazione delle due si trasformò in un movimento di riforma focalizzato sulla diffusione della “Filosofia del Valore” nella società giapponese come principio guida per la vita quotidiana. 
Toda, intanto, in quegli anni guarisce definitivamente dalla tubercolosi, dopo una lotta durata circa 10 anni, e sposa, nel 1935, Ikuko Matsuo dalla quale avrà una figlia, Takahisa, l'anno successivo.
Nell'agosto 1940 fonda la Nihon Shote, un'impresa i cui uffici saranno adibiti a quartier generale della Soka Kyoiku Gakkai, della quale era diventato direttore generale. Durante la seconda guerra mondiale si arrivano a contare fino a tremila membri, ma i problemi iniziano ad arrivare nel 1943 quando è la Nichiren Shōshū stessa ad intimare Makiguchi e Toda ad accettare un talismano shintoista imposto dal governo militarista dell'epoca.
Non si fecero attendere le reazioni al loro rifiuto e la settimana successiva entrambi vengono arrestati insieme ad altri ventuno dirigenti della Soka Kyoiku Gakkai con l'accusa di aver violato una legge di preservazione della pace, oltre che per mancanza di rispetto nei confronti dell'imperatore.
In prigione Toda si dedicherà ancora più intensamente allo studio e alla lettura del sutra del loto, il testo base del buddismo Nichiren, arrivando ad acquisire la consapevolezza che l'entita del budda, o buddità, non è altro che la vita stessa e si risveglierà alla sua missione di propagare questo tipo di buddismo a beneficio dell'intera umanità.
Nel gennaio 1945, gli arriverà la notizia della morte di Makiguchi, avvenuta in cella un paio di mesi prima, e questo evento lo segnerà molto. 
Nel luglio dello stesso anno, dopo due anni di prigionia, verrà finalmente rilasciato e sarà in quest'occasione che cambierà definitivamente nome, da Jōgai (che letteralmente significa "al di fuori del castello") a Jōsei (ovvero "castello sacro").

## La liberazione
Dopo la seconda guerra mondiale e la caduta dell'impero giapponese, Toda venne liberato e, rimasto ormai solo, riformò la Soka Kyoiku Gakkai, rinominandola Soka Gakkai, in italiano "società per la creazione di valore". Egli infatti, era convinto che il cambiamento dell'umanità dovesse partire dal singolo individuo, tramite la pratica buddista e azioni che, nelle proprie possibilità, creassero valore nella società. Tali convinzioni, descritte minuziosamente nel suo libro "La Rivoluzione umana", trovarono consenso nel Giappone post bellico dilaniato dal conflitto, tant'è vero che nel 1958, alla sua morte, l'organizzazione aveva quasi raggiunto il milione di membri.

## Pacifista e antinuclearista
Convinto pacifista, Toda, in un discorso del 1957, descrisse le armi nucleari come «male assoluto che minaccia l’inalienabile diritto a vivere delle persone», esortando i giovani a battersi per la loro abolizione e questo obiettivo, ancora oggi, rimane uno degli obiettivi principali dell'associazione.

## L'Istituto Toda per la pace globale e la ricerca politica
Il suo successore, Daisaku Ikeda, fonderà nel 1996 l’Istituto Toda per la pace globale e la ricerca politica, finalizzato alla creazione di pace nel mondo tramite il dialogo tra le persone.